# Небылицы (мультфильм)
«Небылицы» — советский короткометражный мультфильм. Первый из трёх сюжетов мультипликационного альманаха «Весёлая карусель» № 2.

## Сюжет
Мультфильм рассказывает парадоксальную самопротиворечивую историю «высокого гражданина маленького роста»: он поймал на удочку крокодила, который сорвался с крючка и сбежал в лес. Главный герой пустился за ним, но испугался волков. Впрочем, крокодил спасает гражданина, проглотив всю стаю хищников. Обрадованный герой возвращается вместе с крокодилом домой и поселяет его в собачьей конуре.

## Съёмочная группа
- Авторы сценария: Феликс Камов, Александр Курляндский, Аркадий Хайт
- Режиссёр: Раса Страутмане
- Художник-постановщик: Даниил Менделевич
- Оператор: Борис Котов
- Композитор: Михаил Меерович
- Звукооператор: Владимир Кутузов
- Текст читают: Василий Ливанов, Александр Баранов
- Художники-мультипликаторы: Борис Бутаков, Эльвира Маслова, Татьяна Померанцева, Наталия Богомолова, Светлана Жутовская